# Verdict de l'oiseau Dodo
Le verdict de l'oiseau Dodo (anglais : Dodo bird verdict) ou conjecture de l'oiseau Dodo (anglais : Dodo bird conjecture) ou encore paradoxe d'équivalence désigne le fait que les psychothérapies puissent être aussi efficaces les unes que les autres. 
L'expression trouve son origine en 1936 dans un article de Saul Rosenzweig (en) qui se demande si l'existence de facteurs thérapeutiques communs (en) à différentes psychothérapies ne serait pas plus déterminant que les facteurs propres à chacune. Elle sera réactualisée en 1975 par Lester Luborsky (en) et al. puis en 1977 et 1980 par Mary Lee Smith (en), Gene V. Glass (en) et al. à la suite des résultats équivalents entre psychothérapies mis en lumière par les premières méta-analyses portant sur leur efficacité, suivies depuis par de nombreuses autres études comparatives qui l'invalident ou le confirment.
Ce paradoxe pose diverses questions quant à l'évaluation des psychothérapies et aux changements qu'elles induisent que ce soit en termes de résultats ou de causes. Il est l'objet d'intenses débats.

## Questionnement de Rosenzweig (1936)

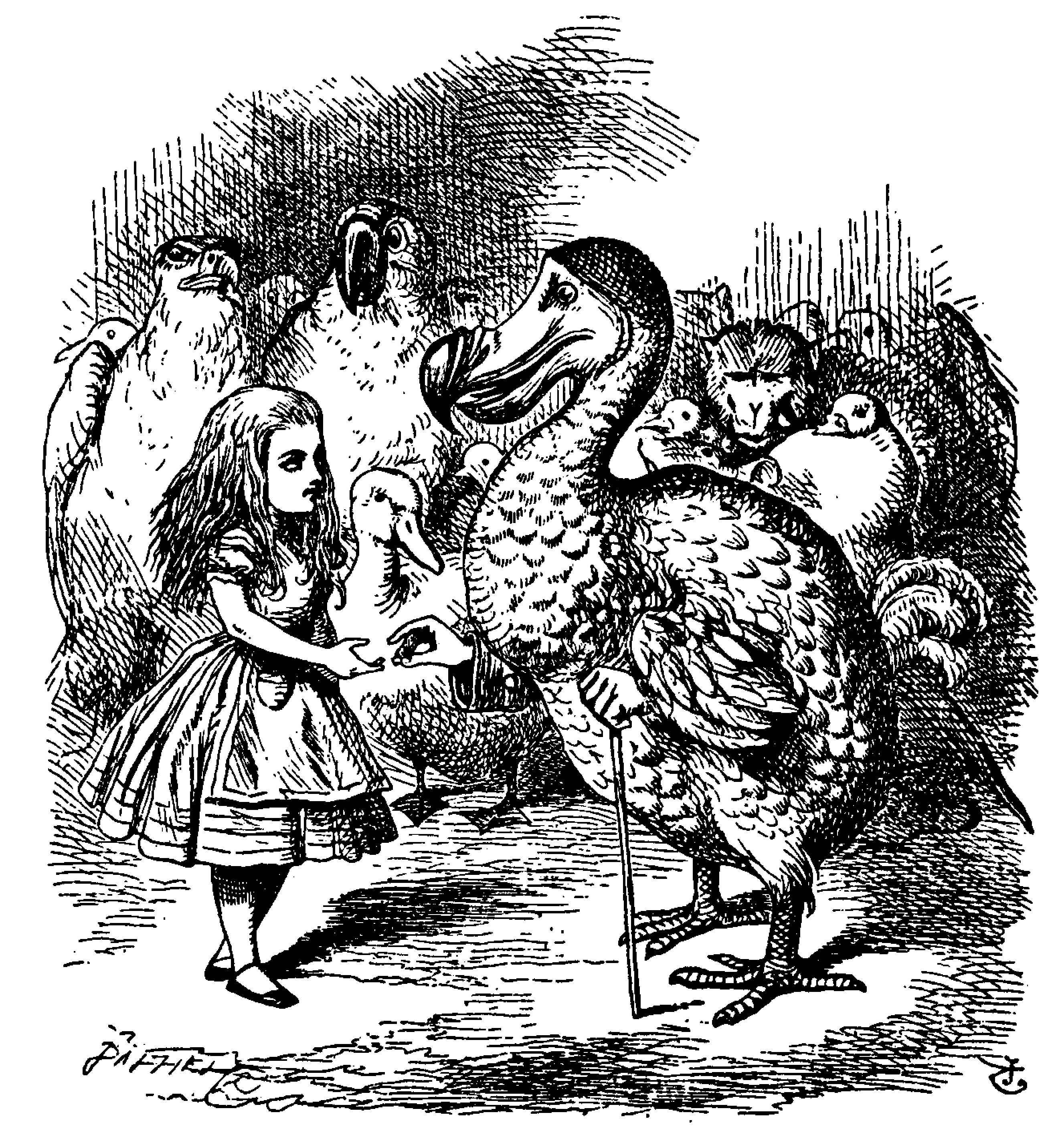
Lewis Carroll, Les Aventures d'Alice au pays des merveilles, chapitre 3 : la course cocasse : tout le monde a gagné et tous doivent avoir des prix.

### «Tout le monde a gagné et tous doivent avoir des prix»
Saul Rosenzweig, en exergue d'un article de 1936, cite une phrase des Aventures d'Alice au pays des merveilles extraite du passage au cours duquel Dodo, à l'apparence de l'oiseau éponyme, a décidé de lancer un concours pour permettre aux autres personnages trempés de se sécher : tout le monde devait courir autour du lac jusqu'à ce qu'ils soient secs ; personne ne se souciait de mesurer jusqu'où chacun avait couru, ni combien de temps ; lorsqu'ils demandèrent au Dodo qui avait gagné, il réfléchit et dit : « Tout le monde a gagné et tous doivent avoir des prix ».

### La question des facteurs explicatifs
Rosenzweig s'interroge ainsi sur le fait que les psychothérapies fondées sur une théorie de la personnalité peuvent toutes faire état de bons résultats, et se demande alors dans quelle mesure ceux-ci valident chaque théorie, avec d'une part la question de savoir si les facteurs explicatifs avancés correspondent bien aux facteurs effectifs et, d'autre part, si ces facteurs n'ont pas plus en commun que ceux avancés spécifiquement par chaque thérapie, ce qui en retour expliquerait qu'elles puissent toutes prétendre à de bons effets,,.

## Le verdict de l'oiseau Dodo réactualisé

### Évolution des recherches en psychothérapie
L'article de Rosenzweig est resté ignoré pendant de nombreuses années par la plupart des chercheurs en psychothérapie. Dans les années 50, un projet de recherche sur la psychothérapie (Psychotherapy Research Project) était engagé pour trente ans aux États-Unis à la Fondation Menninger (en) au sein duquel deux questions étaient posées, la question des résultats, c'est-à-dire des changements provoqués par les psychothérapies et celle du processus, autrement dit celle de savoir comment les changements se produisent. Les méta-analyses comparatives font ensuite leur apparition au cours des années 70 dans les recherches sur l'évaluation.

### Luborsky (1975) , Smith (1977),et al.: des méta-analyses qui établissent le verdict
Le questionnement de Rosenzweig — désormais nommé « Dodo bird verdict » en anglais (verdict de l'oiseau Dodo) ou « Dodo bird conjecture » (conjecture de l'oiseau Dodo) — a été réactualisé en 1975 par Luborsky et al. avec l'une des premières études comparatives qui établissait peu de différences significatives dans l'efficacité de différentes psychothérapies.
Elle a été suivie par une méta-analyse de Smith et Glass, en 1977, approfondie en 1980 par Smith et al., qui passent en revue 475 études de psychothérapie contrôlées qui incluent 25 000 patients, prennent en compte 1700 effets et concluent que 80 % des patients se sentent mieux que la moyenne des patients qui n'ont pas suivi de psychothérapies, l'efficacité de celles-ci est donc établie, bien que les auteurs ne puissent prouver — pas plus que les études de Stiles et al. en 1986 ou d'Elkin et al. en 1989 — la supériorité d'une psychothérapie (psychanalytique, cognitivo-comportementale ou counseling) sur une autre, verdict qui a également été appelé le « paradoxe de l'équivalence ».

### Plus de trente ans de débats
Le verdict de l'oiseau Dodo est, depuis plus de trente ans, sujet à de nombreux débats et les nombreuses méta-analyses n'ont pu faire émerger de consensus,.
Dans l'ensemble, le débat met aux prises deux camps : d'un côté, ceux qui soutiennent l'existence du paradoxe d'équivalence, que Budd et Hughes désignent comme les chercheurs alignés sur une perspective psychothérapeutique traditionnelle, pensent que l'apparente équivalence entre psychothérapies est due à l'importance des facteurs communs à toutes les thérapies, facteurs qui expliquent les changements survenus au cours d'une thérapie, quelle qu'elle soit ; de l'autre, les chercheurs généralement tenants des thérapies cognitivo-comportementales (TCC) qui mettent en avant la spécificité d'interventions définies pour des troubles spécifiques. 
Les TCC auront tendance à voir la conjecture de l'oiseau Dodo comme une remise en cause des modèles causaux spécifiques qui déterminent leurs interventions tandis que les autres psychothérapies qui soit ne s’appuient pas sur un modèle spécifique (comme la psychothérapie interpersonnelle), soit sont fondées sur des modèles complexes qui ne correspondent pas aux catégories diagnostiques standard, telles que les psychothérapies psychanalytiques, ne verront pas le verdict de l'oiseau Dodo comme une menace pour leurs modèles.

## Les facteurs communs
Si certaines thérapies en psychologie sont également efficaces, c'est à cause des facteurs communs qu'elles partagent, les techniques spécifiques propres aux différentes approches n'ont qu'une importance mineure,,,,. 
Ces facteurs communs peuvent se résumer à avoir une relation avec un thérapeute chaleureux, respectueux et qui a de grandes attentes en matière de succès du client,.
Des recherches soutiennent donc la théorie des facteurs communs. L'un de celui-ci est l'interaction client-thérapeute, également connue sous le nom d'alliance thérapeutique. Un article publié en 1992 par Lambert a montré que près de 40 pour cent de l'amélioration de l'état du patient dans une psychothérapie provient de ces variables client-thérapeute. D'autres chercheurs ont analysé plus en détail l'importance des variables client-thérapeute selon lesquelles l'amélioration du patient pouvait être due à des facteurs extra-thérapeutiques, par exemple les processus de pensée des patients. Des études montrent que les patients ayant des attitudes plus positives auront de meilleures chances de connaître une amélioration clinique, quelles que soient les actions du thérapeute,,. De plus, dans une méta-analyse de nombreuses études de psychothérapie, Bruce Wampold (en) et al. ont constaté en 2002 que 7 % de la variabilité du résultat du traitement était due à l'alliance thérapeutique alors que 1 % de la variabilité était due à un traitement spécifique,,. L'attitude du thérapeute est également un facteur très important dans le changement positif du patient. Najavits et Strupp (1994) ont montré qu'un thérapeute positif, chaleureux, attentionné et authentique générait des différences statistiquement significatives dans les résultats obtenus auprès des patients. L'étude de 2002 Wampold et al. a également constaté que près de 70 % de la variabilité des résultats du traitement était due à l'attitude du thérapeute à l'égard de l'efficacité du traitement. Les composantes spécifiques de la thérapie sont donc relativement négligeables par rapport aux facteurs communs plus profonds et affectant directement le patient. 
Les chercheurs ont étudié en détail les facteurs communs. Grencavage et Norcross (1990) en ont identifié 35 dans des sources publiées. Ceux-ci ont été classés en cinq groupes principaux : les caractéristiques du client, les qualités du thérapeute, les processus de changement, les structures de traitement et les éléments relationnels. Des exemples de certains des facteurs communs inclus dans ces grandes catégories sont la persuasion, un cadre de guérison, l'engagement, l'utilisation de rituels et de techniques, la suggestion et l'apprentissage émotionnel. Tracey et al. ont examiné en 2003 les relations plus profondes entre les catégories et les facteurs communs. Ils ont conclu qu'il y avait deux dimensions dans une thérapie : le sentiment et la pensée. Au sein de chacune des deux dimensions se trouvent trois groupes : lien, information et rôle.
Des études fournissent donc des preuves du verdict de l'oiseau Dodo. De manière générale, les facteurs communs sont responsables de l'amélioration du patient indépendamment de tout élément d'un traitement spécifique. Des chercheurs tels que Wampold et Luborsky continuent de soutenir cette affirmation dans des articles récents publiés dans le Behavioral Therapist . Wampold et al., réfutent en 2010 les affirmations de Siev et al. en 2009 selon lesquelles l'étude de Wampold de la même année comporterait des erreurs de recherche. Wampold et al. suggèrent en 2009 que les gens doivent « accepter l'importance de l'alliance et des thérapeutes et rester engagés dans le développement et l'amélioration des traitements ». Wampold continue en disant que les techniques pourraient être bénéfiques en psychothérapie car ce sont les variables les plus faciles à manipuler. Ces variables peuvent agir pour changer l'alliance et d'autres facteurs communs. Les facteurs communs peuvent alors faire l'objet d'une attention ciblée et prodigués aux patients par le thérapeute. 
Par ailleurs, certains chercheurs ont souligné qu'il existe de nombreuses raisons d'étudier les facteurs communs entre différentes psychothérapies, et certaines de ces raisons peuvent n'avoir rien à voir avec le verdict de l'oiseau Dodo. Indépendamment du fait que certaines psychothérapies sont à peu près aussi efficaces ou non, l'étude des points communs entre les traitements peut conduire à une meilleure compréhension des raisons pour lesquelles les traitements sont efficaces.
Selon la psychologue clinicienne Anne Brun, « l’idée que l’efficacité des psychothérapies de bonne foi (bona fide) proviendrait de facteurs non spécifiques communs » ne  s'appuie pas sur une conclusion valide car la méthodologie n'est pas appropriée à l'égard des résultats qui peuvent concerner des troubles à la gravité et à la nature différentes et repose sur l'élimination des cas complexes, un nombre de séances réduit sans compter la possibilité que seules les études aux résultats positifs aient été présentées, de plus, mettre en commun des résultats ayant trait à des groupes a pour effet premier d'avoir des résultats moyens assignés à des patients moyens, éliminant dès lors les facteurs expliquant qu'un patient réagisse ou non à une psychothérapie, comme l'explique Thurin en 2007,. 
Le travail de Seulin et Dazord en 1997 montre également qu'il y a nécessairement corrélation entre type de prise en charge et type de patient, à quoi s'ajoute l'importance des rapports entre observation clinique et hypothèses, qui peuvent alors être testées en une deuxième étape, notamment dans la mise en relation entre changements des patients et facteurs des changements. Ceux qui surviennent à la suite de psychothérapies psychanalytiques sont caractéristiques de la structure des patients, et non réductibles à leurs symptômes de départ.

## Les troubles spécifiques
En opposition au verdict de l'oiseau Dodo, il existe des études démontrant que certains traitements produisent de meilleurs résultats pour des troubles particuliers comparés à d'autres traitements,. Ici, en contraste avec la théorie des facteurs communs, des composants spécifiques de la thérapie ont montré un pouvoir prédictif,,. Le point le plus convaincant contre le verdict de l'oiseau Dodo est illustrée par des recherches effectuées sur les troubles anxieux. De nombreuses études ont montré que des modalités de traitement spécifiques étaient bénéfiques pour le traitement des troubles anxieux, en particulier la thérapie cognitivo-comportementale (TCC). Bien que d'autres études ne montrent pas de preuves en ce qui concerne les TCC et se concentrent sur divers sujets,. La TCC utilise des techniques à la fois de thérapie cognitive et de thérapie comportementale pour modifier les pensées et les comportements inadaptés,,. 
Cependant, certaines études ont été menées avec des listes d'attente ou contre la médicamentation et des critiques peuvent être émises à l'égard du fait que la relation thérapeutique est connue pour être un facteur qui influence les résultats. Cela signifie que le groupe témoin peut ne pas connaître la condition de la personne, ce qui fait que le groupe expérimental a un avantage lors de l'analyse des différences. De plus, les essais comparatifs avec d'autres modalités sont connus pour tenir à des normes de formation inéquivalentes entre les thérapies, certains conseillers recevant de brefs ateliers tandis que d'autres ont plusieurs jours pour évaluer l'efficacité d'une approche pendant les essais. Les thérapies humanistes sont également particulièrement difficiles à examiner en raison des facteurs moins mesurables qui ne sont pas nécessairement compatibles avec les essais contrôlés randomisés. Bon nombre des études les plus approfondies utilisant différentes méthodologies de recherche avec des échantillons de plus grande taille sont négligées alors qu'elles devraient aussi bien être constituantes de la norme de référence. La thérapie cognitivo-comportementale a en effet été la méthode la plus examinée ; cependant, pour visualiser cela, il faut peut-être le voir comme les gros poissons dans un petit étang. De nombreuses méta-analyses ont montré que la TCC donne des résultats significativement supérieurs dans le traitement des troubles psychologiques, notamment les troubles anxieux. Cependant, la TCC joue également un rôle positif dans le traitement de la dépression, des troubles de l'alimentation, des troubles liés à la toxicomanie et du trouble obsessionnel-compulsif,,,,,,. Dans les revues méta-analytiques, il y a généralement une ampleur d'effet plus grande lorsque la TCC est utilisée pour traiter les troubles anxieux. Des études montrent que lors du traitement du trouble anxieux généralisé, la TCC a généré une taille d'effet de 0,51, ce qui indique un effet moyen. C'est un effet beaucoup plus important par rapport à la thérapie de soutien et aux autres traitements. De même, lors du traitement du trouble d'anxiété sociale, la TCC a produit une taille d'effet de 0,62, meilleur que d'autres thérapies. Ceux qui soutiennent le verdict de l'oiseau Dodo utilisent souvent des méta-analyses pour comparer plusieurs traitements afin d'illustrer que ces traitements n'ont pas de différences vraiment significatives. Certains critiques affirment que si des comparaisons sont faites entre des traitements qui ont déjà un soutien empirique (traitements empiriquement étayé ou EST), cela tendra à réduire les estimations de la variabilité. Néanmoins, les critères de Wampold pour inclure les traitements dans les méta-analyses de la variabilité des traitements ne nécessitent pas de soutien empirique préalable ; ils doivent plutôt être « destinés à être thérapeutiques ».
Après une première méta-analyse en 2010 de Tolin qui avait relativisé une plus grande efficacité des TCC sur les autres approches — sauf pour les troubles anxieux et dépressifs —, une seconde de Wampold et al. en 2011 et une troisième de Baardseth et al. en 2013 ont montré que même pour ces troubles spécifiques aucune différence d’efficacité ne pouvait être établie,. Selon le psychologue clinicien Thomas Rabeyron, s'appuyant sur le travail du psychothérapeute et thérapeute de groupe, Farhad Dalal, la thérapie cognitivo-comportementale (TCC) proclame une efficace supérieure aux autres thérapies alors même que beaucoup d'études établissent que les TCC ont un taux de rechute élevée et que leur efficacité a plutôt tendance à diminuer.

## Discriminer les thérapies dommageables
Les recherches soutenant les différences entre les différents traitements pour des troubles spécifiques ont été reflétées dans les directives concernant les Empiricaly Supported Therapies (EST). Les EST sont développés à partir de plusieurs tests d'essai de contrôle pour évaluer les thérapies qui donnent les meilleurs résultats pour des troubles spécifiques. Ces troubles comprennent, mais sans s'y limiter, un trouble dépressif majeur, un trouble anxieux, un trouble panique et TOC . Selon le code d'éthique de l' American Psychological Association (APA), les psychologues et thérapeutes ont l'obligation d'éviter de nuire de quelque manière que ce soit à leurs clients. Les EST sont une composante majeure de ce mouvement. En utilisant des thérapies spécifiques cliniquement prouvées pour améliorer certains troubles, les thérapeutes évitent d'autres dommages à leurs patients. Cependant, soutenir l'idée des EST implique inévitablement que certaines thérapies sont en fait plus efficaces que d'autres pour des troubles particuliers. 
Des recherches suggèrent également que certains traitements pourraient être nocifs. En effet, « si la psychothérapie est suffisamment puissante pour faire du bien, elle peut être assez puissante pour nuire ». Certaines psychothérapies peuvent être qualifiées d'inutiles, ce qui signifie qu'elles ne fournissent aucune assistance, tandis que d'autres entrent dans la catégorie des nuisibles, ce qui signifie qu'elles sont en fait dommageables ou dangereuses pour le patient. Lors de l'identification d'un traitement « nocif », il est important de noter la distinction entre « les dommages pouvant être causés par un trouble et les dommages pouvant être causés par l'application d'un traitement ». Les résultats négatifs de certaines psychothérapies peuvent être inquiétants,. Des études ont montré que les individus ont présenté des réponses négatives au traitement dans certains travaux sur la toxicomanie,, et certaines techniques thérapeutiques avec des patients traumatisés et PTSD,. 
Alors que les études qui soutiennent le verdict de l'oiseau Dodo se concentrent sur l'importance de construire une relation client-thérapeute, certaines études ont "identifié un certain nombre d'autres facteurs relationnels qui peuvent interférer ou avoir un impact négatif sur le changement thérapeutique",,. Les preuves émergentes selon lesquelles il existe des psychothérapies potentiellement nocives sont non seulement contradictoires avec la position « toutes les thérapies sont égales » du verdict de l'oiseau Dodo, mais peuvent également signaler des problèmes impliquant le code d'éthique de l'APA. De nombreuses méta-analyses montrent qu'il existe des traitements qui donnent des résultats plus positifs pour des troubles spécifiques. Cependant, le fait que certains traitements puissent nuire aux patients au lieu de les aider érode le soutien du verdict de l'oiseau Dodo.
Cependant, l'APA change en 2005 sa politique vis-à-vis de la médecine fondée sur les preuves (Evidence Based Medecine), objet de limites et d'échecs — comme le remarquent également Budd et Huggs en 2009 —, et recommande de trouver un équilibre entre expertise clinique, données venant de différents types de recherche de la preuve et caractéristiques du patient. En plus des essais randomisés, elle propose désormais de prendre en compte les approches naturalistes (qui comprennent des méthodes aussi différentes que l'enquête, l'étude quasi-expérimentale, ou la cohorte) ainsi que les études systémiques de cas (qui permettent de construire des hypothèses quant aux causes des changements et de consolider les modèles théoriques). Il devient ainsi possible de combiner le qualitatif et le quantitatif,,.
Un paradigme nouveau apparaît donc, inverse du précédent (la médecine fondée sur les preuves), celui de la pratique fondée sur les preuves (evidence-based practice) où la  méthode d'évaluation doit correspondre à des conditions naturelles, où le clinicien est associé à chaque étape de sa réalisation, et où la dimension qualitative et plus seulement quantitative est désormais prise en compte.
En 2013, l'American Psycholigical Association a effectué une synthèse quant aux psychothérapies à l'efficacité reconnue (incluant la psychanalyse à la suite d'études où le qualitatif est central évaluant la qualité de ses interventions et montrant que son efficacité est au moins égale aux TCC, et plus durable, telles celles de Shedler en 2010, de Driessen et al. en 2013 ou encore de Fonagy et al., en 2015). Dans le même temps, elle souligne que « les comparaisons des différentes formes de psychothérapies résultent le plus souvent dans des différences relativement non significatives », rendant difficile l'affirmation qu'il est démontré qu'il existe une psychothérapie supérieure à une autre. Michael J. Lambert (en), dans la 6è édition, de 2013, du Handbook of Psychotherapy and Behavior Change dresse le même constat.
Cette position s'inscrit dans le cadre plus général de la crise de la reproductibilité qui fait apparaître des faiblesses méthodologiques, en particulier dans le domaine de l'évaluation des psychothérapies, telles que Wampold en faisait état en 1997.

## Problèmes de l'évaluation
Une grande partie des débats sur le verdict de l'oiseau Dodo concerne les méthodes méta-analytiques utilisées dans la recherche. Ceux-ci génèrent un manque de preuves psychothérapeutiques claires, quel que soit le point de vue soutenu. Des études méta-analytiques ont comparé les ampleurs d'effet de différents traitements, mais n'ont pas été fiables pour trouver une taille d'effet cohérente. Cela pourrait être dû à plusieurs variables confondues. Par exemple, on dit que de nombreux chercheurs « ont un agenda » lorsqu'ils mènent des méta-analyses et faisant du Cherry picking vis-à-vis des expériences qu'ils souhaitent utiliser dans leur étude afin de produire les résultats qu'ils souhaitent. Ce biais prédéterminé entraîne des représentations abusives des résultats de la recherche. Les méta-analyses sont dès lors confondues avec les opinions politiques, sociales et économiques du chercheur. Puisque les psychologues ont le pouvoir de choisir quelles études sont utilisées dans une méta-analyse, des préjugés personnels sont impliqués, et la méta-analyse produira des résultats biaisés si le chercheur ne prend pas soin de contrôler ses propres opinions. 
D'après des chercheurs qui s'opposent au verdict de l'oiseau, Dodo les méta-analyses des partisans de celui-ci étaient basées sur un « agenda » et très subjectives. Des arguments ont suggéré que les méta-analyses pourraient éventuellement produire des résultats trompeurs en raison du type d'études combinées dans la comparaison,,. Dans la revue de Paul Crits-Christoph de l'étude comparative de Wampold et al. (1997), un travail qui a soutenu le verdict de l'oiseau Dodo, il a conclu que sur les 114 articles utilisés dans l'étude, 79 d'entre eux impliquent des tests comparatifs similaires. Certaines méta-analyses construites ne sont pas sensibles aux distinctions subtiles entre les effets du traitement, en particulier parmi les études comparatives de traitements très similaires,,. 
Les chercheurs soutenant le verdict de l'oiseau Dodo ont trouvé que la recherche des partisans anti-Dodo était également déterminée par  un « agenda ». Par exemple, Selon Wampold (2009),  l'étude de Siev et al. (2007) dont la recherche sur l'importance de la TCC (thérapie cognitivo-comportementale) par rapport à la RT (thérapie rationnelle) reposait sur une expérience avec une taille d'effet inhabituellement grande (1,02) par Clark et coll. (1994), cette taille d'effet n'était pas valide en raison des biais internes de l'étude. Lorsque cette expérience défectueuse a été retirée de l'analyse, la taille de l'effet n'était pas statistiquement significatif pour l'utilisation de la TCC par rapport à la RT dans le traitement du trouble panique. À l'opposé de cette étude et à l'appui du verdict anti-Dodo, Chambless (2002) a déclaré que "des erreurs dans l'analyse des données, l'exclusion de la recherche sur de nombreux types de clients, une généralisation erronée aux comparaisons entre des thérapies qui n'ont jamais été faites et des sortes de traitements erronés pour toutes sortes de problèmes peuvent être supposés représenter la différence entre deux types de traitement pour un problème donné".
De toute évidence, si les méta-analyses doivent être prises au sérieux, elles doivent être menées avec soin et objectivité. À l'appui du côté anti-Dodo, Hunsley (2007) affirme que lorsque « la qualité de la mesure est contrôlée et que les traitements sont catégorisés de manière appropriée, il existe des preuves cohérentes tant dans les résultats du traitement que dans la recherche comparative sur les traitements que les traitements cognitifs et comportementaux sont supérieurs à d'autres traitements pour un large éventail de conditions, dans des échantillons d'adultes et d'enfants". Cela suggère que si et quand les variables sont contrôlées, il existe des preuves appréciables de la supériorité des traitements cognitifs et comportementaux.
Les limites des essais contrôlés randomisés (ECR) en matière de psychothérapies ont été soulignés par de nombreuses études comme celles d'Ablon et Jones en 2002, de Westen et al. en 2004, de Thurin en 2006,, de Falissard en 2008, de Fischman ou de Perron en 2009,,, selon Anne Brun, elles établissent six principales critiques : la constitution de groupes de patients homogènes, alors que le patient n'est pas réductible à ses symptômes ni à un trouble unique, il ne peut donc être question d'une causalité linéaire typique des sciences exactes, sans compter l'exclusion des comorbidités et des patients poly-symptomatiques, posant la question du diagnostic de départ posé à l'aide du DSM ; la constitution de groupes de contrôle (placebo), non seulement eux-mêmes illusoirement homogènes, mais de plus soumis à une pseudo-thérapie ou une anti-thérapie, entraînant un problème éthique par le mensonge à l'égard du patient et méconnaissant la relation thérapeutique qui s'instaure tout de même entre le thérapeute et le patient ; les manuels de traitement poussent à une application standardisée des protocoles qui ne correspond pas à la singularité de l'alliance thérapeutique qui n'est pas quantifiable ni reproductible dans toute psychothérapie ; ces mêmes manuels ne prennent en compte que la réduction des symptômes et non pas l'amélioration globale de la vie du patient sans compter qu'un même symptôme peut renvoyer aussi bien à une névrose qu'à une psychose ; la courte durée des ECR certains effets de psychothérapies ne durant pas dans le temps ou les symptômes se déplaçant, certains patients devant même recourir à des psychothérapies supplémentaires a contrario le prolongement des observations conduit à être réservé à l'égard de la validité scientifique de certains psychothérapies ; les méta-analyse comportent de nombreux biais méthodologiques.
Hughes et Budd en 2009 soulignent également les limites des évaluations à partir d'ECR et des difficultés à transposer le modèle de l'évaluation des médicaments à celui des psychothérapies. Thomas Rabeyron fait un constat semblable, concernant les ECR, avec la difficulté à appréhender le placebo en psychothérapie et les effets d'allégeance,.

## Importance
Le résultat du débat sur le verdict de l'oiseau Dodo a des implications extrêmement importantes pour l'avenir de la psychologie clinique. D'une part, les décideurs doivent connaître l'efficacité de chaque psychothérapie existante afin de pouvoir décider quelles thérapies doivent être soutenues. Ces débats peuvent également conduire les responsables gouvernementaux à réduire le financement des traitements psychologiques et d'autres mesures de santé publique,,
Peut-être que la plus grande illustration de l'état actuel du verdict d'oiseau Dodo se trouve dans les méta-analyses de Wampold et Barlow et leurs réponses. Dans ces méta-analyses, les chercheurs des deux côtés soulignent les faiblesses et les incohérences dans les positions de leurs adversaires. Bien que les deux parties tentent d'améliorer la psychologie chacun à leur manière, le désaccord et le manque de preuves cohérentes pour le verdict de l'oiseau Dodo peuvent en fait être la cause d'un doute accru du public sur le domaine. La conclusion du débat pourrait dicter à un niveau national quels thérapeutes et quelles procédures seraient financés. Par exemple, si le verdict de l'oiseau Dodo est jugé vrai en ce qui concerne différentes psychothérapies, alors de nombreux cliniciens se sentiraient libres d'utiliser toute thérapie qu'ils jugent appropriée d'employer. Cependant, si le verdict de l'oiseau Dodo se révèle faux, les cliniciens devront probablement utiliser des thérapies empiriquement soutenues lors du traitement de leurs clients. 
Diverses visions ou paradigmes de la maladie mentale alimentent le débat. Ceux qui croient en un modèle médical de maladie mentale et de sa guérison voient le verdict de l'oiseau Dodo comme nécessairement faux — voire absurde — quelles que soient les preuves à l'appui. Ceux qui considèrent la thérapie comme fondée sur le contexte — comme s'appuyant sur un cadre de référence ou un contexte partagé entre le client et le thérapeute pour des résultats optimaux — accueilleront presque automatiquement le verdict de l'oiseau Dodo.